# Krum Milev
Pour les articles homonymes, voir Milev.
Krum Milev (bulgare : Крум Милев) (né le 11 juin 1915 à Sofia en Bulgarie et mort le 19 avril 2000 dans la même ville) était un footballeur et entraîneur bulgare.

## Biographie
Il a évolué dans les clubs du Botev Sofia, du Slavia Sofia et du Lokomotiv Sofia. Il a également marqué 3 buts en 18 matchs internationaux pour l'équipe de Bulgarie.
Il est le meilleur buteur de la saison 1937-1938 du championnat de Bulgarie de football.
Il entraîne ensuite les équipes du CSKA Sofia (remportant le championnat bulgare 11 fois avec eux), la Bulgarie, le Beroe Stara Zagora et le Beşiktaş.